# 窮途陌路
《窮途陌路》是一檔由中國大型女子偶像團體SNH48為主要參演成員的綜藝節目，於騰訊網站播放。

## 簡介
本節目是一檔SNH48的旅遊探險類真人秀節目，由上海星四芭、上海久尚及絲芭影視共同製作。參與節目的三名成員前不同國家地區，於限制花費的條件下，開發最省錢的方式遊玩當地景點。
第一季12集，外加2集先導片，總共14集。首集先導片於2015年9月24日在SNH48星夢劇院公演前先行播放。

## 播出日期、企劃
| 第一季   | 第一季   | 第一季               | 第一季                                 | 第一季 | 第一季 |
| 2015年   | 2015年   | 2015年               | 2015年                                 | 2015年 | 2015年 |
| 集数     | 播放日期 | 外景地點             | 出演成員                               |        |        |
| -------- | -------- | -------------------- | -------------------------------------- | ------ | ------ |
| 先導片01 | 10月27日 | 塞班島               | 莫寒、錢蓓婷、許佳琪                   |        |        |
| 先導片02 | 11月4日  | 塞班島               | 莫寒、錢蓓婷、許佳琪                   |        |        |
| 01       | 11月16日 | 泰國清邁             | 莫寒、錢蓓婷、許佳琪                   |        |        |
| 02       | 11月23日 | 泰國清邁             | 莫寒、錢蓓婷、許佳琪                   |        |        |
| 03       | 11月30日 | 菲律賓薄荷島、邦勞島 | 錢蓓婷、孫芮、許佳琪                   |        |        |
| 04       | 12月8日  | 菲律賓薄荷島、邦勞島 | 錢蓓婷、孫芮、許佳琪                   |        |        |
| 05       | 12月15日 | 中國雲南滄源         | 錢蓓婷、孫芮、吳哲唅                   |        |        |
| 06       | 12月22日 | 中國雲南滄源         | 錢蓓婷、孫芮、吳哲唅                   |        |        |
| 07       | 12月28日 | 日本大阪、京都、奈良 | 許佳琪、黃婷婷、陸婷                   |        |        |
| 2016年   |          |                      |                                        |        |        |
| 08       | 1月5日   | 日本大阪、京都、奈良 | 許佳琪、黃婷婷、陸婷                   |        |        |
| 09       | 1月12日  | 韓國濟州島           | 莫寒、孫芮、許佳琪                     |        |        |
| 10       | 1月19日  | 韓國濟州島           | 莫寒、孫芮、許佳琪                     |        |        |
| 11       | 1月26日  | 中國黑龍江           | 錢蓓婷、龔詩淇、林思意、孫芮（出題者） |        |        |
| 12       | 2月1日   | 中國黑龍江           | 錢蓓婷、龔詩淇、林思意、孫芮（出題者） |        |        |

## 工作人員
- 出品人：王子杰
- 總策劃：陶鶯
- 顧問：山本學
- 策劃：張競
- 統籌：虞星辰
- 導演：張競
- 編導：楊江、李曉婕、張靜、夏遙、沈順昌
- 製片：莫菲、陳曉靜
- 攝像：謝峰、顧昊清、陸成斌、杜文慶、王耀慶
- 攝像助理：李敏捷、周馳、徐麗娜、楊紫、姚力、馮飛飛
- 攝影：張仲凱、志強
- 剪輯：楊江、謝星、姜文淳、馮敏、徐馨吾
- 特效：楊蜀萍、陳琛、曹夢婧
- 設計：范榮、單仲愷、孫森
- 藝人統籌：葉盛
- 藝人指導：馬躍
- 藝人助理：隽佳維、朱瀛
- 造型顧問：小田友子
- 化妝：龔怡菁、沈晶玥
- 宣傳：趙小麗、張仲凱、朱亦倩
- 發行：徐維佳、王毅峰、王嫣冰、吳靜云、袁程、徐恩光
- 音樂顧問：滕少、諸振豪
- 特別鳴謝：TCL么么哒、么么貸、足記
- 聯合製作：上海星四芭音樂文化傳播有限公司、上海久尚演藝經紀有限公司、絲芭影視